# Stanisław Kieżgajło (zm. 1527)
Stanisław Janowicz Kieżgajło herbu Zadora (zm. 1527) – hetman wielki litewski w latach 1501–1503, kasztelan wileński od 1522 i starosta generalny żmudzki od 1486.

## Życiorys
5 lutego 1494 zawarł w imieniu Wielkiego Księstwa Litewskiego pokój z Księstwem Moskiewskim, a następnego dnia poślubił per procura córkę wielkiego księcia Iwana III Helenę dla wielkiego księcia litewskiego Aleksandra Jagiellończyka.
24 lipca 1499 roku podpisał w Wilnie akt odnawiający unię polsko-litewską.
Po dostaniu się hetmana wielkiego litewskiego Konstantego Ostrogskiego do niewoli moskiewskiej po klęsce w bitwie nad Wiedroszą, przejął w 1501 buławę od Semena Jurewicza Holszańskiego. W tym czasie uwolnił od oblężenia twierdze w Smoleńsku i Mścisławiu. W 1503 roku oddał buławę Stanisławowi Kiszce. Popadł w niełaskę u księcia Aleksandra, gdy sprzeciwił się osadzeniu Andrzeja Drożdża na namiestnictwie lidzkim, w związku z czym został usunięty z Rady wielkiego księcia.
Po śmierci króla Aleksandra Jagiellończyka w 1506 roku przybył do Polski aby prosić króla Zygmunta Starego o pomoc Litwie w wojnie z Moskwą (Wojna litewsko-moskiewska (1507–1508)). Wkrótce w 1508 roku aktywnie zwalczał uczestników spisku Michała Glińskiego i jego braci. Od czasu małżeństwa z ostatnią z rodu Rekuciów, używał nazwiska Kieżgajło-Rekuć (był to warunek rodziny Rekuciów).
Będąc starostą Żmudzi, przejawiał dużą samodzielność polityczną wobec reszty Litwy, budując tam potężną domenę rodową, co doprowadziło do jego konfliktu z królem Zygmuntem Starym o biskupstwo wileńskie.